# Liberyjskie Siły Powietrzne
Obecnie na skutek wojny domowej Liberia nie dysponuje samolotami. Do 1990 na wyposażeniu sił lotniczych znajdowały się samoloty Cessna typu 150, 172, 180 i 206.